# Raión de Zamostya
Raión de Zamostya (en ucraniano: Замостянський район) es un antiguo raión o distrito urbano de Ucrania, en la ciudad de Vinnytsia. 
Comprende una superficie de 22 km².

## Demografía
Según estimación 2010 contaba con una población total de 114295 habitantes.